# Ластивка, Пётр Трофимович
Пётр Трофимович Ластивка (5 июля 1922, с. Савинцы — 18 декабря 2018, Тернополь) — советский актёр. Народный артист Украинской ССР (1980).

## Биография
Родился в 1922 году в селе Савинцы Киевской губернии Украинской ССР.
Окончил фабрично-заводское училище при киевском заводе «Арсенал», работал там слесарем-инструментальщиком, комсомолец.
Участник Великой Отечественной войны, в РККА с сентября 1942 года, окончил 3-е Ленинградское военное пехотное училище дислоцировавшееся в эвакуации в городе Воткинск, Удмуртской АССР. На фронте с февраля 1943 года, гвардии младший лейтенант, комсорг батальона 13-го воздушно-десантного стрелкового полка 1-й гвардейской воздушно-десантной дивизии. Принимал участие в боях на Северо-Западном фронте и 2-м Украинском фронте.
Член ВКП(б) с 1944 года. Награждён медалью «За отвагу» (1943), орденом Красной Звезды (1944), а также медалями «За победу над Германией», «За победу над Японией», орденом Отечественной войны II степени (1985), юбилейными медалями.
После войны поступил в школу киноактёра при Киевской киностудии, которую окончил в 1949 году. В 1950-е годы был актёром в театрах Ужгорода, Чернигова. В кино дебютировал ещё студентом — в эпизоде фильма «Третий удар», однако, в дальнейшем почти не снимался.
В дальнейшем почти 30 лет — в 1960—1988 годах — актёр Тернопольского украинского музыкально-драматического театра им. Т. Г. Шевченко.

Ластивка создовал меткие, сатирически заострённые, сугубо народные характеры, изображая своих героев колоритными красками.— Энциклопедия современной Украины
В 1972 году присвоено звание Заслуженный артист Украинской ССР, в 1980 году удостоен звания Народный артист Украинской ССР.
Жил в Тернополе, погиб 18 декабря 2018 года во время пожара в квартире.

## Фильмография
- 1948 — Третий удар — эпизод (нет в титрах)
- 1970 — Чёртова дюжина — Дмитро
- 1972 — Всадники — Иван Егорович Штепа, отец Бори
- 1973 — Дума о Ковпаке — Василь Гринько